# Ázerbájdžánské letectvo
Ázerbájdžánské letectvo (ázerbájdžánsky Azərbaycan hərbi hava qüvvələri) představuje vzdušné síly a protivzdušnou obranu ozbrojených sil Ázerbájdžánu.

## Historie
Tradice současného letectva se váže k datu 26. června 1918, kdy Ázerbájdžánská demokratická republika zakoupila svůj první vojenský letoun. Po získání nezávislosti Ázerbájdžánu v roce 1991 napomohly rozvoji tamního letectva bývalé sovětské letecké základny.

### Války o Náhorní Karabach

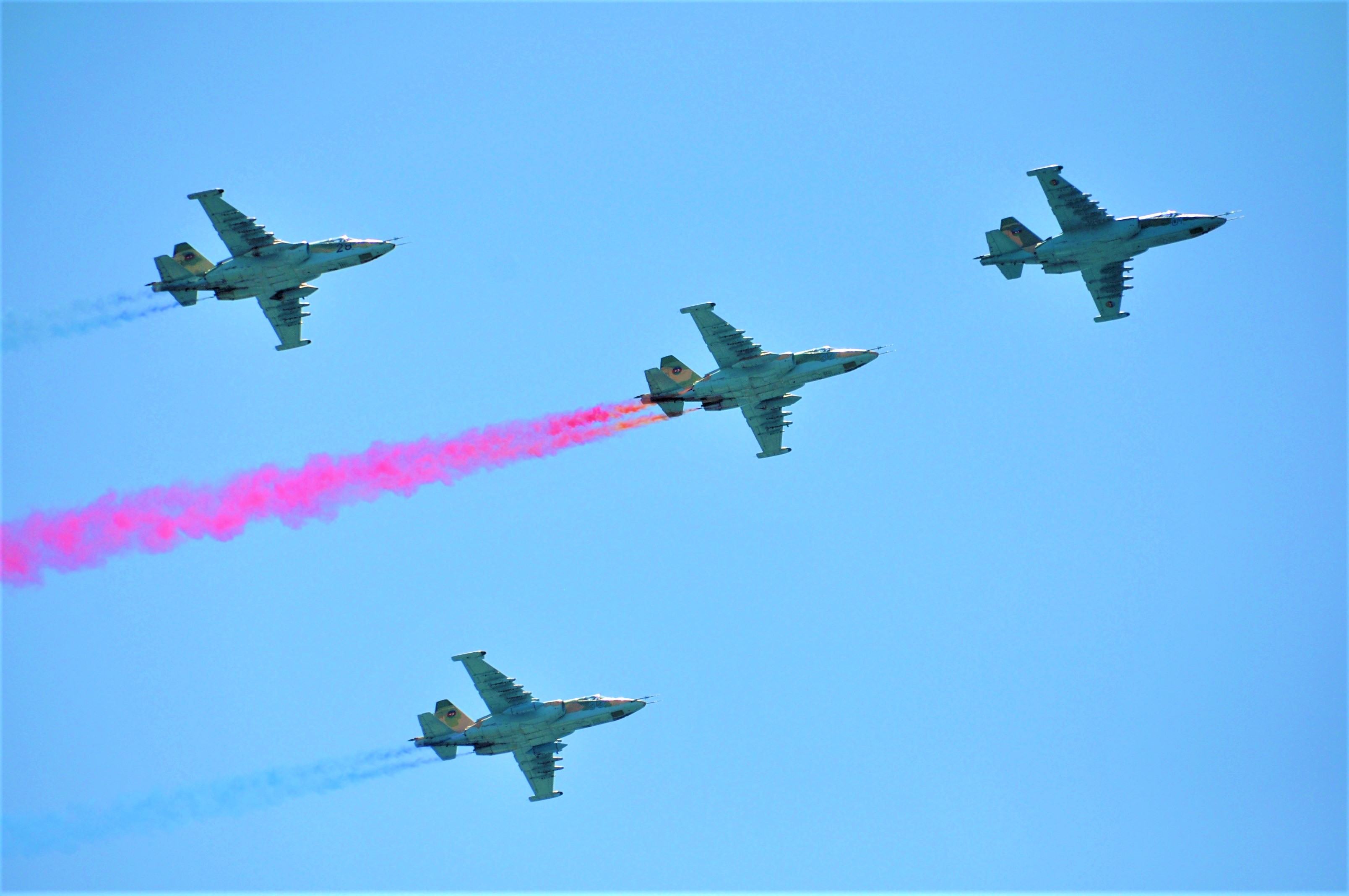
Ázerbájdžánské Su-25 na Dnu armády v roce 2011

Ázerbájdžánské letectvo bylo po neúspěšné první válce o Náhorní Karabach modernizováno a v roce 2020 se podílelo na úspěšných bojích proti Arménii během druhé války o Náhorní Karabach, v němž přišlo pouze o jeden bitevní letoun Su-25, jeden vrtulník Mi-17 a 11 nepilotovaných strojů An-2 použitých na odhalení pozic protivzdušné obrany protivníka. Zejména díky využití pokročilých dronů turecké a izraelské výroby utrpěly ozbrojené síly Arménie katastrofální ztráty techniky, kdy stovky kusů zničily či poškodily pouze drony Bayraktar TB-2.
Naprostá vzdušná nadvláda během třetí války o Náhorní Karabach vedla k rychlé porážce a zániku mezinárodně neuznané republiky Arcach, kterou nakonec přímo nepodpořil ani hlavní spojenec Arménie.

## Letecká technika
Ázerbájdžán v průběhu září a října 2010 objednal 24 vrtulníků Mi-35 od společnosti  Rostvertol. Osm strojů bylo dodáno koncem prvního čtvrtletí roku 2012 a další čtyři v srpnu 2012. V souvislosti s nasazením letounů MiG-29 letectvo vyřadilo stroje MiG-25, které působily na letišti Nasosnaja. 

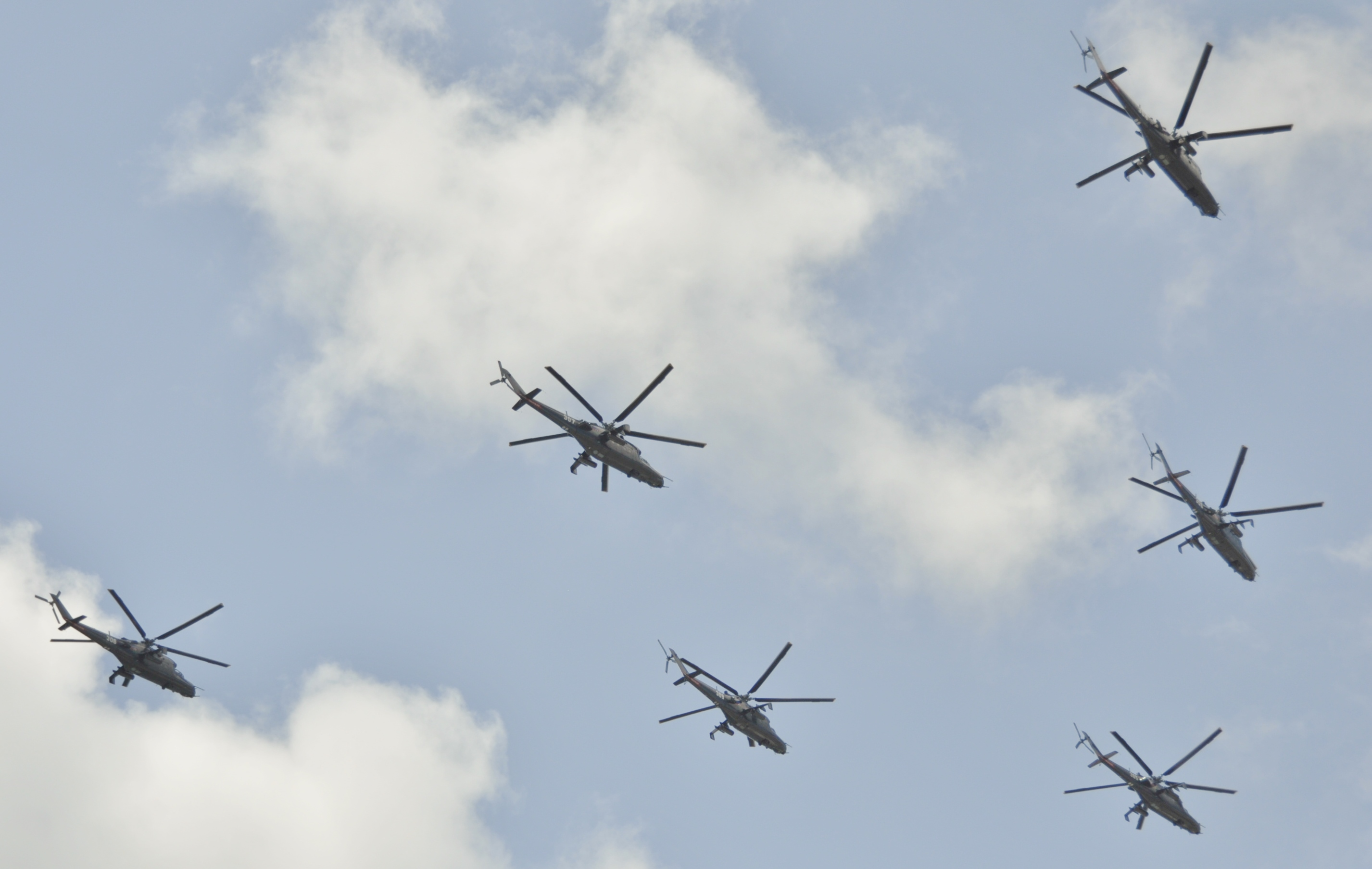
Průlet Mi-24 na vojenské přehlídce

Ázerbájdžán rovněž vyrábí průzkumné letouny izraelského původu. Mezi licenčně vyráběné bezpilotní letouny patří Orbiter-2M a Aerostar. Oba typy jsou vyráběny ve státním podniku Azad Systems poblíž Baku. Vedoucí představitel obranného průmyslu Javer Jamalov uvedl, že do konce roku 2011 mělo být vyrobeno celkem 60 bezpilotních prostředků.
V roce 2024 Ázerbájdžán uzvařel smlouvu údajně až na 30 víceúčelových bojových letounů JF-17C za 1,6 miliardy dolarů, země zároveň přijala první transportní letoun C-27J.

### Přehled
| Název                          | Fotografie     | Původ                         | Určení                     | Verze          | Ve službě       | Poznámky                                                |                |
| Bojové letouny                 | Bojové letouny | Bojové letouny                | Bojové letouny             | Bojové letouny | Bojové letouny  | Bojové letouny                                          | Bojové letouny |
| ------------------------------ | -------------- | ----------------------------- | -------------------------- | -------------- | --------------- | ------------------------------------------------------- | -------------- |
| JF-17                          |                | Čína Pákistán                 | víceúčelový bojový letoun  |                | 8 objednaných   | Navíc 4 cvičné.                                         |                |
| MiG-29                         |                | Rusko                         | víceúčelový stíhací letoun |                | 12              | Navíc 3 cvičné.                                         |                |
| Su-25                          |                | Rusko                         | bitevní letoun             |                | 18              | Navíc jeden stroj cvičný.                               |                |
| Dopravní a transportní letouny |                |                               |                            |                |                 |                                                         |                |
| Il-76                          |                | Rusko                         | transportní letoun         |                | 2               |                                                         |                |
| C-27J Spartan                  |                | Spojené státy americké Itálie | transportní letoun         |                | 1               | Navíc jeden stroj objednán.                             |                |
| Vrtulníky                      |                |                               |                            |                |                 |                                                         |                |
| Ka-27                          |                | Rusko                         | víceúčelový vrtulník       | Ka-32          | 4               |                                                         |                |
| Mil Mi-17                      |                | Rusko                         | transportní vrtulník       |                | 64              |                                                         |                |
| Mil Mi-24                      |                | Rusko                         | bitevní vrtulník           | Mi-35          | 16              |                                                         |                |
| Bell 412                       |                | Spojené státy americké        | užitkový vrtulník          |                | 2               |                                                         |                |
| Cvičná letadla                 |                |                               |                            |                |                 |                                                         |                |
| M-346                          |                | Itálie                        | cvičný letoun              |                | 0               | objednáno 10 strojů + opce na dalších 15                |                |
| L-39                           |                | Česko                         | cvičný letoun              |                | 14              |                                                         |                |
| PAC MFI-17 Mushshak            |                | Pákistán                      | cvičný letoun              |                | 10              |                                                         |                |
| PZL Mi-2                       |                | Polsko                        | víceúčelový vrtulník       |                | 7               |                                                         |                |
| Bezpilotní letadla             |                |                               |                            |                |                 |                                                         |                |
| Bayraktar TB2                  |                | Turecko                       | UCAV                       |                | desítky[zdroj?] | nasazeny během konfliktu o Náhorní Karabach v roce 2020 |                |
| Bayraktar Akıncı               |                | Turecko                       | UCAV                       |                | ?               |                                                         |                |
| Hermes 450                     |                | Izrael                        | průzkumný letoun           |                | 10              |                                                         |                |
| IAI Heron                      |                | Izrael                        | průzkumný letoun           |                | 5               |                                                         |                |
| IAI Searcher                   |                | Izrael                        | průzkumný letoun           |                | 5               |                                                         |                |
| Orbiter                        |                | Izrael                        | průzkumný letoun           |                | 14              | vyráběny v Ázerbájdžánu                                 |                |
| Aerostar                       |                | Izrael                        | průzkumný letoun           |                |                 | vyráběny v Ázerbájdžánu                                 |                |

## Protivzdušná obrana
Ázerbájdžán využíval k protivzdušné obraně zejména zastaralejší systémy zděděné po rozpadu Sovětského svazu. V roce 2009 vláda zakoupila 2 komplety S-300PU. V roce 2016 představitelé země potvrdili nákup protiletadlového raketového kompletu Barak 8.

## Incidenty Ázerbájdžánského letectva
- 29. ledna 2008 se Mig-29UB zřítil do Kaspického moře během cvičného letu, oba piloti zahynuli.
- 3. března 2010 havaroval v tovuzském okrese Su-25, pilot zemřel.[24]
- 3. února 2011 havaroval letoun Su-25B, oba členové posádky se bez zranění katapultovali.[25]
- 24. července 2019 během nočního cvičného letu havaroval Mig-29 po střetu s ptákem, pilot pád do Kaspického moře nepřežil.[26]